# Ku-діапазон
Ku-діапазо́н (англ. Ku band) — діапазон частот сантиметрових хвиль. Використовується в супутниковому телебаченні. Частоти Ku-діапазону розміщені в межах від 10,7 до 12,75 ГГц. Для супутникового телебачення використовуються два основних діапазони: Ku-діапазон (10,7—12,75 ГГц) і C-діапазон (3,5—4,2 ГГц). Європейські супутники транслюють переважно в Ku-діапазоні. Російські та азійські супутники зазвичай транслюють в обох діапазонах.
Ku-діапазон умовно поділений на три піддіапазони:
- Перший діапазон (10,7—11,8 ГГц) — FSS-діапазон.
- Другий діапазон (11,8—12,5 ГГц) — DBS-діапазон.
- Третій діапазон (12,5—12,75 ГГц) — використовується французькою фірмою «Telecom».